# 台湾左旋芝麻蜗牛
台湾左旋芝麻蜗牛（学名：Palaina formosana），是中腹足目芝麻蜗牛科左旋芝麻蜗属的一种。主要分布于台湾，常栖息在高海拔山区落叶堆下。